# John Joe Nevin
John Joe Nevin (ur. 7 czerwca 1989 w Mullingar) – irlandzki bokser, wicemistrz olimpijski, dwukrotny medalista mistrzostw świata. 
Występuje na ringu w wadze koguciej. W 2011 roku podczas mistrzostw świata amatorów w Baku zdobył brązowy medal w kategorii do 56 kg. Brązowy medalista mistrzostw świata w 2009 roku w Mediolanie.
Startował bez większych sukcesów w igrzyskach olimpijskich w Pekinie w 2008 roku. Na igrzyskach olimpijskich w Londynie zdobył srebrny medal w kategorii do 56 kg.
Został mistrzem Unii Europejskiej w 2008 roku i wicemistrzem rok później.